# Индигирка
Индиги́рка (якут. Индигиир) — река на северо-востоке России, в Якутии. В старину считалась главной транспортной артерией «Юкагирской землицы». Длина реки 1726 км, площадь бассейна 360 тыс. км². По площади бассейна Индигирка занимает третье место среди рек региона — после Лены и Колымы и 10-е — в России.

## Варианты названия
В основе гидронима Индигирка эвенское родовое наименование индигир — «люди рода инди» (-гир эвенск. суффикс множ. ч.). В русских документах середины XVII века — Индигерь, Индигирь, «Инигерская речка Собачья тож». На некоторых диалектах эвенов и эвенков слово «инда» означает собака. А суффикс «-гир» показывает принадлежность людей к определенному роду. Не исключено, что эвено-эвенкские племена сначала звали «индигирами» юкагиров, ездящих на собаках. Затем название было перенесено на реку — «Собачья река». В некоторых старинных документах Индигирка и Собачья упоминаются как разные реки. Какое-то время также бытовало название Западная Колыма.
По сведениям капитана флота Гаврила Сарычева, состоявшего при морской экспедиции Биллингса, выехавшего 22 января 1786 г. из Якутска в Охотск через верховья Индигирки, реку Индигирка местные называли Омеконь. Отсюда и название «Оймякон», давшее имя посёлку и всему улусу (району).

## Гидрография

### Исток
За начало Индигирки принимается место слияния двух речек — Туора-Юрях (Хастах, Халкан или Калкан —  251 км) и Тарын-Юрях (63 км), которые берут начало на северных склонах Халканского хребта. Впадает в Восточно-Сибирское море.

### Общее описание
Суммарная протяжённость Индигирки и Туора-Юрях (Хастах или Калкан) составляет 1977 км. Бассейн реки расположен в области развития многолетнемёрзлых горных пород, в связи с чем для его рек характерно образование гигантских наледей.
По строению долины и русла и скорости течения Индигирка делится на два участка: верхний горный (640 км) и нижний равнинный (1086 км).

### Верхнее течение
После слияния рек Туора-Юрях и Тарын-Юрях Индигирка течёт на северо-запад по наиболее пониженной части Оймяконского нагорья, повернув на север, прорезает ряд горных цепей хребта Черского. Ширина долины здесь от 0,5—1 до 20 км, русло галечное, много шивер, скорость течения 2—3,5 м/с. При пересечении Чемалгинского хребта Индигирка течёт в глубоком ущелье и образует пороги; скорость течения 4 м/с.

### Нижнее течение
Выше устья реки Момы, где Индигирка выходит в Момо-Селенняхскую впадину, начинается нижний участок. Долина Индигирки расширяется, русло изобилует мелями и косами, местами разбивается на рукава. Обогнув Момский хребет, Индигирка течёт далее по низменной равнине. На Абыйской низменности очень извилиста, на Яно-Индигирской для Индигирки характерны прямые длинные плёсы шириной 350—500 м.

### Устье
В 130 км от устья Индигирка начинает разбиваться на рукава (главные: Русско-Устьинский; Средний — наиболее крупный; Колымский), образуя дельту. Длина Средней протоки, основного судоходного рукава в устье реки Индигирки (которая учитывается в общей длине реки), составляет 94 км. Вкупе с другими протоками устья (Голыженская, Русско-Устьинская, Нова — западнее, Уларова, Колымская — восточнее) образуется дельта реки Индигирки общей площадью 7600 км².

### Основной рукав (протока Средняя) в водотоках устья
Берёт начало в месте разделения основного течения реки Индигирки на левый рукав (собственно, протока Средняя) и правый рукав (протока Колымская) в 73 км от Восточно-Сибирского моря по прямой. В 10 км ниже по течению направо отходит протока Тарамбашева. Далее через 6 км ниже налево ответвляется протока Поперечная. Ещё на 14 км ниже протока Тарамбашева снова впадает на правом берегу. Далее в 1,2 км ниже по течению по левому берегу находится место впадения протоки Малой Хоморовой. Далее в 4 км ниже по правому берегу отходит протока Майданова.
В 6 км ниже по течению по правому берегу находится остров Митькинский, за который затекает протока Митькина. Через 4 км ниже по течению по правому берегу впадает протока Омуляхская, далее по левому берегу через 3 км ниже впадает протока Камчадальская, а ещё через 1 км ниже вытекает протока Китисная.
Через 15 км ниже по течению направо отходит протока Милигирская, затем, через 5,6 км ниже по левому берегу ответвляется протока Маленькая. В 2 км ниже по течению налево отходит протока Чукучаняхская, ниже которой уже по правому берегу (через 3,2 км) снова впадает протока Милигирская, а по левому берегу начинаются острова Чукучаняхский и (через 7,8 км) Средненечукучаняхский.
Через 8 км ниже от впадения протоки Милигирской, напротив острова Среднечукучаняхского, направо отходит протока Аброськина. В 5 км ниже, у северной оконечности острова Среднечуучаняхского слева снова впадает протока Чукучаняхская. Далее через 6 км начинается Восточно-Сибирское море, а в устьевой акватории протоки находятся острова Немков и Смерти.
От моря устье Индигирки отделено мелководным баром. Скорость выдвижения морского края дельты в море незначительна.

## Гидрология
Река замерзает в октябре. Толщина ледяного покрова может превышать 2 метра. Вскрывается в конце мая — начале июня. Весенний ледоход обычно продолжается неделю. В питании Индигирки участвуют дождевые и талые (снеговые, ледниковые и наледные) воды. Половодье в тёплую часть года; сток весны 32 %, лета 52 %, осени около 16 %, зимы меньше 1 % и река местами перемерзает (Крест-Майор, Чокурдах). Средний расход у Усть-Неры 428 м³/с, максимальный 10 600 м³/с, у Воронцова соответственно 1570 м³/с и 11 500 м³/с. Размах колебаний уровня 7,5 и 11,2 м, высшие уровни в июне — начале июля.
Средний расход взвешенных наносов 372 кг/с (г/п Воронцово), годовая величина стока наносов 11,7 млн т. Среднемноголетняя мутность воды в низовьях — 231 г/м³, в половодье — около 300 г/м³, в дождевые паводки — 200—300 г/м³, зимой — от 10-12 до менее 3 г/м³.
| Средний расход воды (м³/с) реки Индигирка по месяцам с 1936 по 1990 гг. (замеры производились на гидрологическом посту в Воронцово) |

## Населённые пункты и достопримечательности

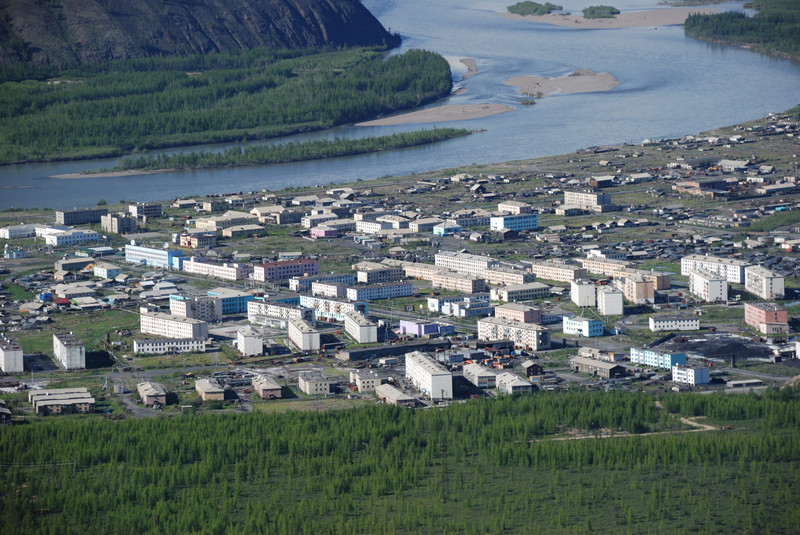
Индигирка в Усть-Нере

На Индигирке расположены: северный полюс холода — посёлок Оймякон, село Терют, Усть-Нера, село Чумпу-Кытыл, Хонуу, Белая Гора, Чокурдах, село Русское Устье (Русское Жило) на берегу протоки Русско-Устьинской. Стоявший на реке город Зашиверск вымер от оспы в XIX веке. В среднем течении река проходит через Большое Ущелье протяжённостью около 100 км.

## Хозяйственное использование
Судоходна от устья реки Мома (1134 км). Главные пристани: Хонуу, Дружина, Оленегорск, Чокурдах, Табор, Русское Устье. Для более удобного прохождения судов на приустьевом баре в 1975 году был устроен канал длиной 7 км.
В бассейне Индигирки ведётся добыча золота; развито оленеводство, осуществляется сбор мамонтовой кости.
Индигирка богата рыбой, в устье — промысел ряпушки, чира, муксуна, нельмы, омуля, сига.

## Притоки
Объекты перечислены по порядку от устья к истоку.
- 99 км: Хомут
- 112 км: Бёрёлёх
- 119 км: Кочерово
- 127 км: Куогостаах
- 150 км: Давыркин
- 158 км: Таас-Юрэх
- 165 км: река без названия
- 174 км: Сахартымай
- 184 км: протока Улахан-Кюёль-Сээнэ
- 200 км: Аллаиха
- 264 км: Улахан-Бокуйа
- 282 км: река без названия
- 302 км: Гуськовая
- 310 км: Окаургин
- 312 км: Тайдах
- 321 км: река без названия
- 335 км: река без названия
- 344 км: Курунг-Юрюйэ
- 354 км: Большая Эрча
- 359 км: Сала-Юрэгэ
- 367 км: река без названия
- 372 км: река без названия
- 382 км: река без названия
- 394 км: река без названия
- 395 км: река без названия
- 398 км: река без названия
- 420 км: Шангина
- 425 км: Урунджар
- 444 км: Курунг-Юрэх
- 455 км: река без названия
- 460 км: река без названия
- 472 км: река без названия
- 484 км: Кёнкюс
- 494 км: река без названия
- 498 км: Кыйардаах
- 515 км: река без названия
- 527 км: Тирэхтээх
- 560 км: река без названия
- 564 км: река без названия
- 570 км: река без названия
- 578 км: Сутуруоха
- 599 км: река без названия
- 599 км: Уяндина
- 604 км: Токкоаку
- 610 км: Бадяриха
- 615 км: река без названия
- 615 км: Буор-Юрях
- 615 км: От-Юрях
- 679 км: Дружина
- 687 км: река без названия
- 707 км: река без названия
- 710 км: река без названия
- 710 км: река без названия
- 751 км: Бор-Юрях
- 755 км: Селеннях
- 775 км: Ноготу
- 780 км: Кебергене
- 791 км: река без названия
- 817 км: Юнкюр
- 818 км: Кыллах
- 853 км: река без названия
- 860 км: Таас-Кутуругун-Юряга
- 866 км: Уструктах-Юрюете
- 868 км: Аччыгый-Буор-Юрях
- 870 км: река без названия
- 878 км: Буор-Юрях
- 886 км: Красная
- 889 км: Учугей
- 893 км: Самандуран
- 898 км: Талбыкчан
- 903 км: Улахан-Куобахан
- 904 км: река без названия
- 908 км: Мякя
- 915 км: Закрытая
- 918 км: Баник
- 919 км: река без названия
- 920 км: Берёзовка
- 928 км: Колядин
- 930 км: Киэнг-Юрэх
- 970 км: Сары-Кыллах
- 972 км: Тюгурен
- 981 км: Чубукалах
- 982 км: Печатная
- 988 км: Джехатеха
- 989 км: Коймегор
- 990 км: Ирэлэх
- 1001 км: Тихон
- 1002 км: Сюрюктях
- 1018 км: Арга-Эселях
- 1020 км: Бёрёлёх
- 1020 км: Муостах
- 1026 км: Муостах
- 1028 км: Онкучах
- 1040 км: Онкучах-Юрюйэ
- 1042 км: Улахан-Кынырайдах
- 1043 км: Туора-Тумусах
- 1057 км: Илинь-Эселях
- 1062 км: Кос-Юрэх
- 1064 км: Баатагай-Юрях
- 1069 км: Арга-Юрях
- 1075 км: Ойухордах
- 1076 км: Арга-Тирехтях
- 1078 км: Тиэргэн-Урийэ
- 1086 км: Мома
- 1120 км: река без названия
- 1123 км: Буор-Юрях
- 1125 км: река без названия
- 1131 км: Тихон-Юрях
- 1132 км: Тирехтях
- 1140 км: Тыллах
- 1144 км: Джаганай
- 1148 км: Уструктах
- 1163 км: Учча
- 1165 км: Хатыннах
- 1168 км: Ыарга-Юрях
- 1173 км: Сого-Хая-Юрюетэ
- 1181 км: Сары-Кыллах
- 1184 км: Чибагалах
- 1188 км: Быгыйалах
- 1194 км: Кюеллях-Мустах
- 1201 км: Огоннёр
- 1207 км: Сигиктях
- 1212 км: Ытабыт-Юрях
- 1228 км: Мольджогойдох
- 1230 км: Сигиктях
- 1242 км: Таскан
- 1248 км: Охогос
- 1249 км: Арга-Юрях
- 1251 км: Тоннобут
- 1261 км: Сиегей-Юрях
- 1266 км: Ыстан-Юрях
- 1273 км: Хатыс-Юрях
- 1281 км: Кёмюс-Юрюе
- 1287 км: Еченка
- 1288 км: Иньяли
- 1289 км: Чучункур
- 1305 км: Арга-Мой
- 1307 км: Хатыннах
- 1321 км: Арга-Хатыннах
- 1325 км: Бергеннях
- 1325 км: Бытыктах
- 1336 км: Малая Куобах-Бага
- 1339 км: Куобах-баг
- 1346 км: Сарылах
- 1351 км: Ольчан
- 1356 км: Мачакас
- 1360 км: Тиряхтях
- 1369 км: Ючугей-Юрях
- 1385 км: Хара-Юрях
- 1389 км: Хаяргастах
- 1395 км: река без названия
- 1404 км: Нера
- 1406 км: Амбар-Юрюетэ
- 1414 км: Кутур
- 1418 км: Ыт-Юрях
- 1420 км: Суптулах
- 1427 км: Эбир-Хая-Юрях
- 1432 км: Нарын-юрях
- 1446 км: Ларба-Юрюе
- 1447 км: Сарылах
- 1448 км: Большой Кюнкюгюр
- 1450 км: Нелькан
- 1457 км: Тарын
- 1460 км: Сарылах
- 1472 км: Тас-Юрях
- 1476 км: Чия
- 1482 км: Киняс-Юрях
- 1493 км: Эльги
- 1494 км: Курун-Юрюе
- 1503 км: Приют
- 1509 км: река без названия
- 1511 км: Эгелях
- 1521 км: Тыэллах
- 1522 км: Кенгней
- 1539 км: Тый-Юрях
- 1546 км: Сарылах
- 1554 км: Тарыннах
- 1556 км: Беппей
- 1559 км: Талалах
- 1564 км: От-Юрях
- 1573 км: Кюенте
- 1573 км: Хара-Юрях
- 1588 км: Курун-Юрях
- 1600 км: Турах-Юрах
- 1600 км: Улахан-Чагачаннах
- 1606 км: Аччигый-Чагачаннах
- 1621 км: Саарба-Юрях
- 1622 км: Болотный
- 1626 км: река без названия
- 1627 км: река без названия
- 1645 км: река без названия
- 1648 км: река без названия
- 1650 км: река без названия
- 1654 км: Куйдусун
- 1659 км: река без названия
- 1666 км: Чубукалах
- 1667 км: Буруолабыт
- 1677 км: Барыллыэлах
- 1679 км: река без названия
- 1687 км: Малая Бегел-Хая
- 1688 км: река без названия
- 1694 км: Бегел-Хая
- 1700 км: Хатыннах
- 1704 км: река без названия
- 1715 км: Кара-Хая
- 1725 км: Тарын-Юрюете
- 1726 км: Тарын-Юрях
- 1726 км: Хастах